# Roman Mareš
Roman Mareš (Havlíčkův Brod, 15 marzo 1975) è un giocatore di calcio a 5 ceco.

## Biografia
Anche il fratello Michal, di un anno più giovane, è stato giocatore di calcio a 5; i due hanno giocato quasi sempre insieme sia nella nazionale ceca sia a livello di club.

## Carriera
Dopo aver annunciato il ritiro dalla nazionale al termine del campionato europeo 2005, due anni più tardi è ritornato sui suoi passi, imitato dal fratello Michal.